# Yanqing
Yanqing en chino, 延庆; pinyin, Yánqìng, léase Yan-Ching) fue hasta 2015 junto a Miyun los dos condados de la ciudad de Pekín, República Popular China. Localizado al noroeste de la ciudad y con sus 1994 km² es una de las regiones más grandes. Su población total para 2014 superó los 316 mil habitantes.
Su economía se basa en la agricultura.

## Administración
El distrito de Yanqing se divide en 3 subdistritos,11 poblados y 4 aldeas.
- - Subdistritos:
- Rulin (儒林街道)
- Baiquan (百泉街道)
- Xiangshuiyuan (香水园街道)
  - Poblados:
- Yanqing (延庆镇)
- Kangzhuang (康庄镇)
- Badaling (八达岭镇)
- Yongning (永宁镇)
- Jiuxian (旧县镇)
- Zhangshanying (张山营镇)
- Sihai (四海镇)
- Qianjiadian (千家店镇)
- Shenjiaying (沈家营镇)
- Dayushu (大榆树镇)
- Jingzhuang (井庄镇)
  - Aldeas:
- Dazhuangke (大庄科乡)
- Liubinbao (刘斌堡乡)
- Xiangying (香营乡)
- Zhenzhuquan (珍珠泉乡)